# Vartiokylä
Vartiokylä (suédois : Botby) est un quartier de Helsinki en Finlande. Vartiokylä est aussi un district comprenant le quartier du même nom. 

## Description

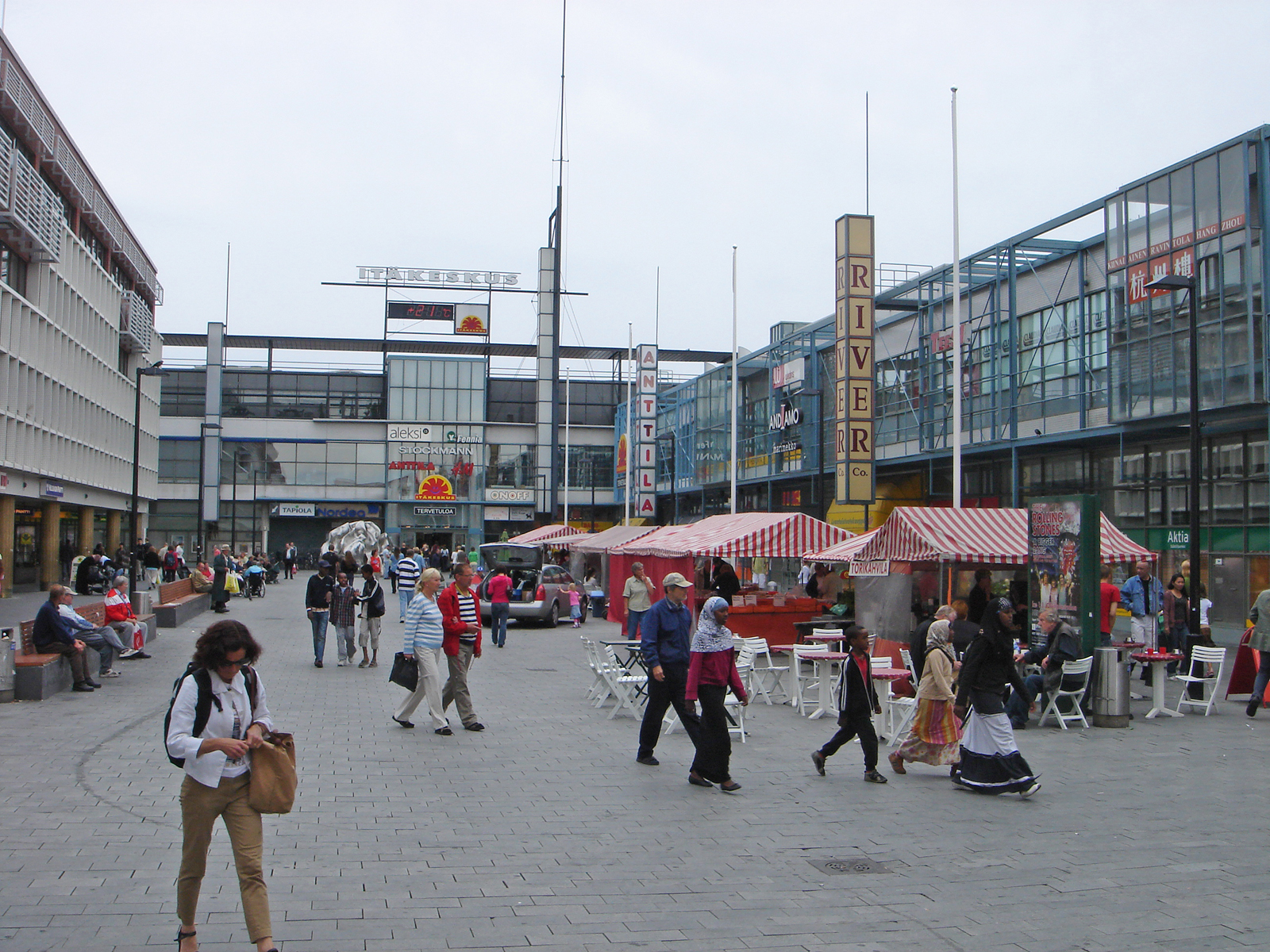
La place Tallinnanaukio.

### Quartier de Vartiokylä
En 2008, le quartier de Vartiokylä (en finnois : Vartiokylän kaupunginosa) a 30244 habitants et 11882 emplois pour une superficie de 10.03 km2.

### District de Vartiokylä
Le district de Vartiokylä  est formé des sections du quartier de Vartiokylä hormis Myllypuro qui forme son propre district.
En 2008, le district de Vartiokylä (en finnois : Vartiokylän peruspiiri) a 21063 habitants et 10594 emplois pour une superficie de 7,84 km2.

## Transports
L'Itäväylä et le Kehä I se croisent à Vartiokylä et facilitent l'accès automobile au quartier.
Le pont de Vuosaari relie Vartiokylä et Vuosaari.
Les liaisons de transport public de Vartiokylä reposent en grande partie sur le métro d'Helsinki. 
Les stations de métro Itäkeskus, Myllypuro et Puotila sont situées dans la zone.
En plus des lignes de métro, Vartiokylä est desservie par les lignes de bus 54 (Itäkeskus (M) - Kehä I - Pitäjänmäki), 58B (Itäkeskus (M) - Pasila - Hôpital de Meilahti), la ligne principale 550 et les lignes 554 (Itäkeskus – Malmi – Leppävaara) et 561 (Itäkeskus – Malmi – Aviapolis).

## Galerie

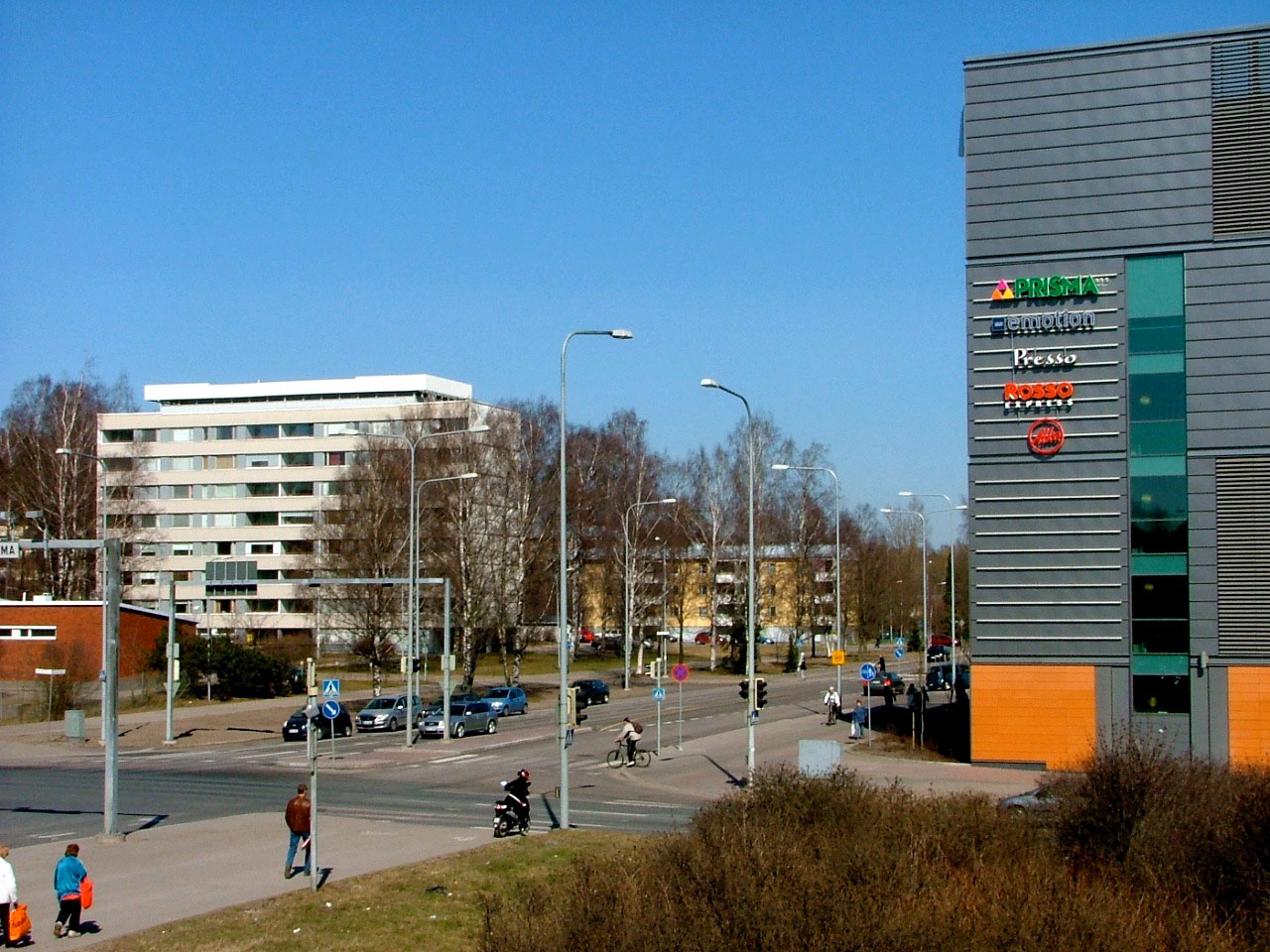
Bâtiments d'habitation de Puotinharju.
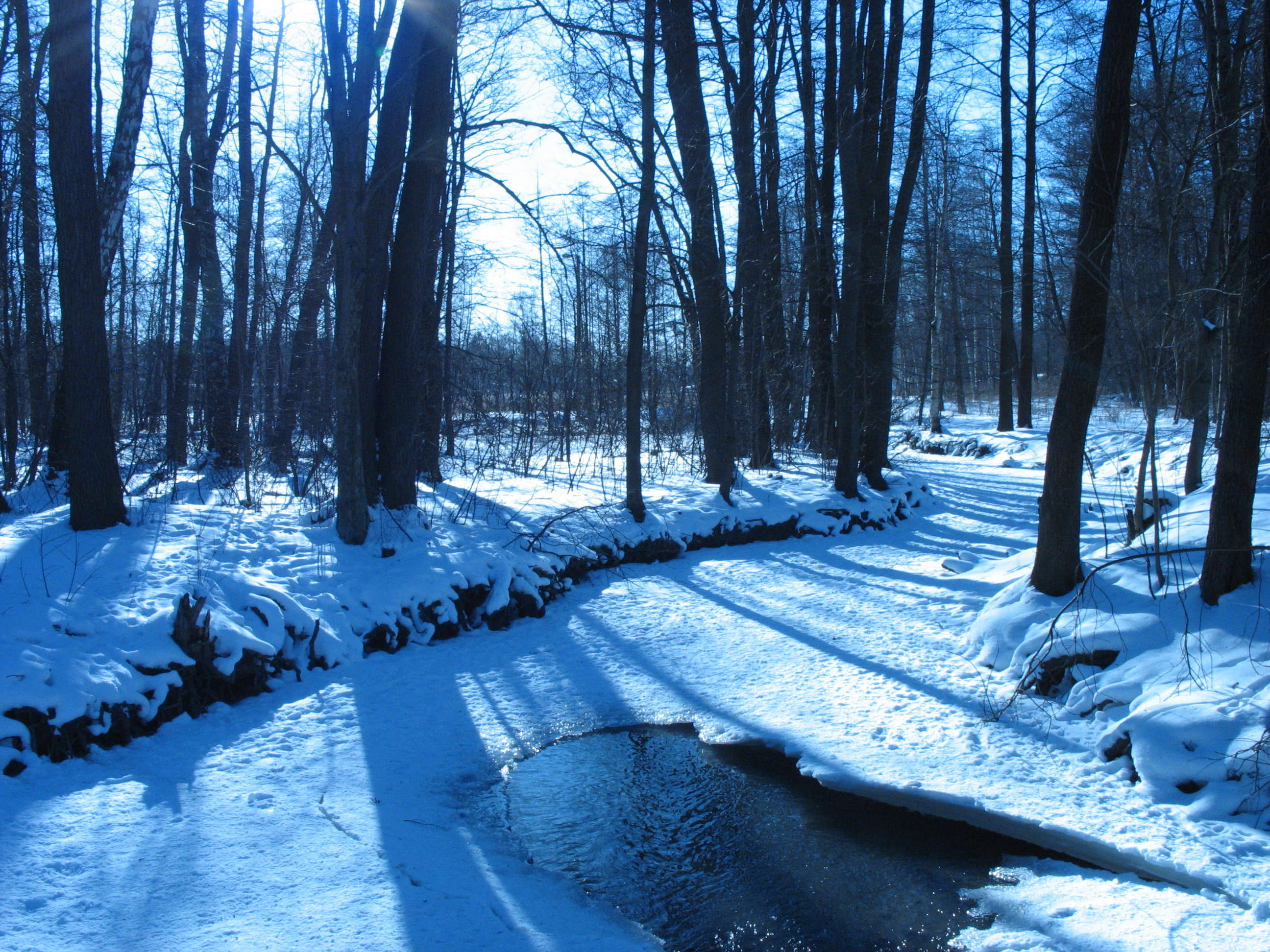
Hiver à Marjaniemi.
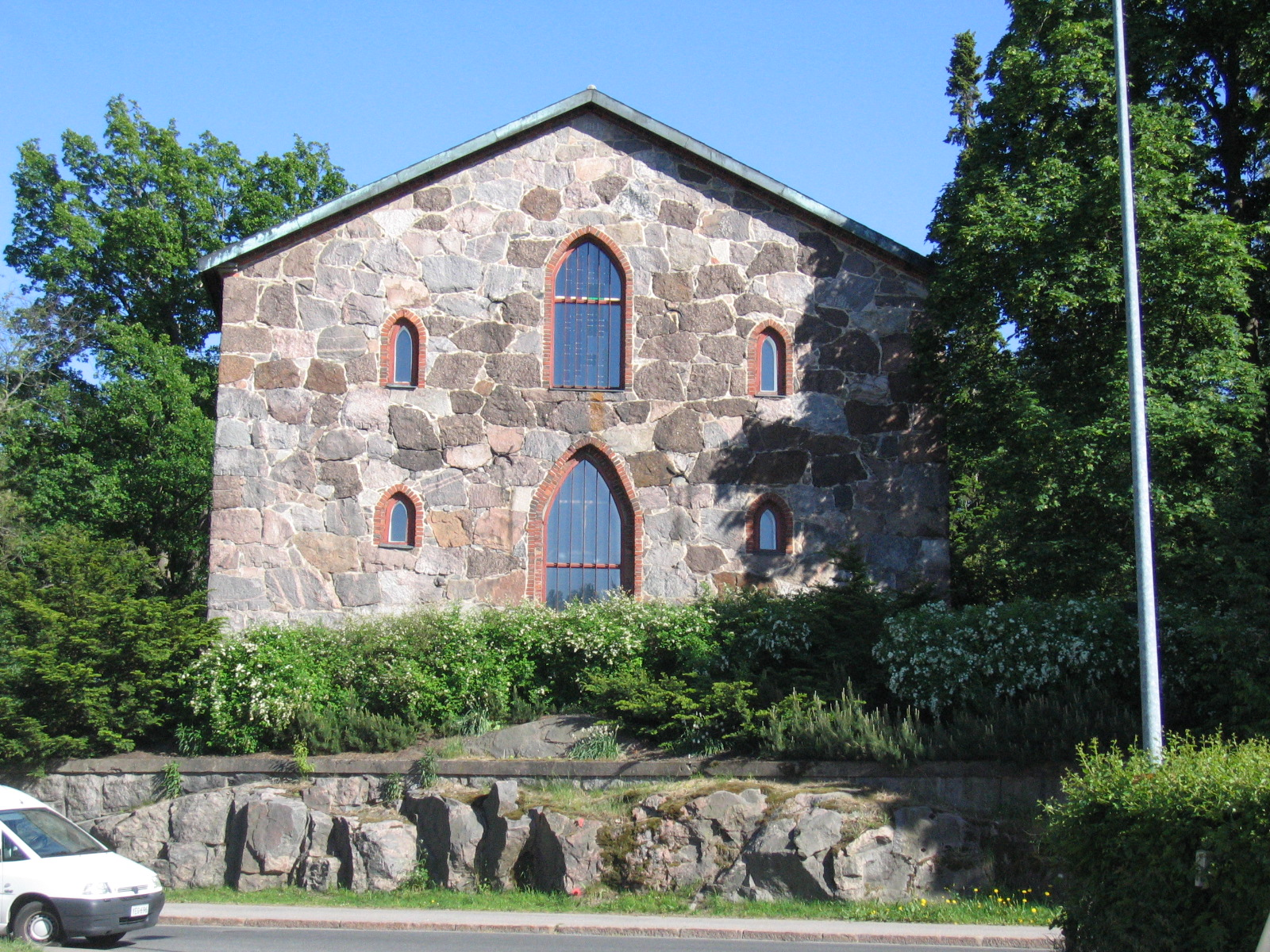
Chapelle de Puotila.

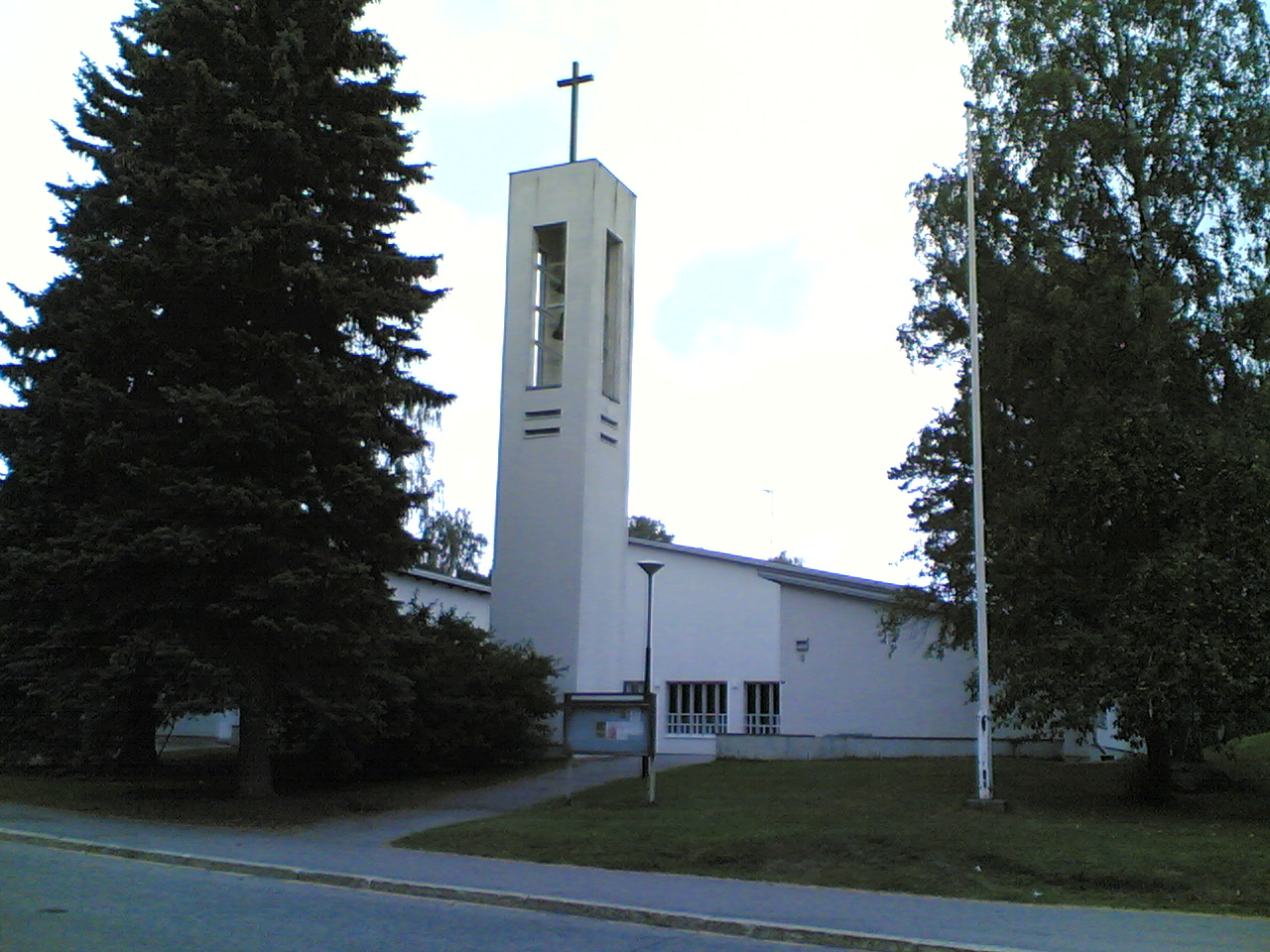
Église de Vartiokylä
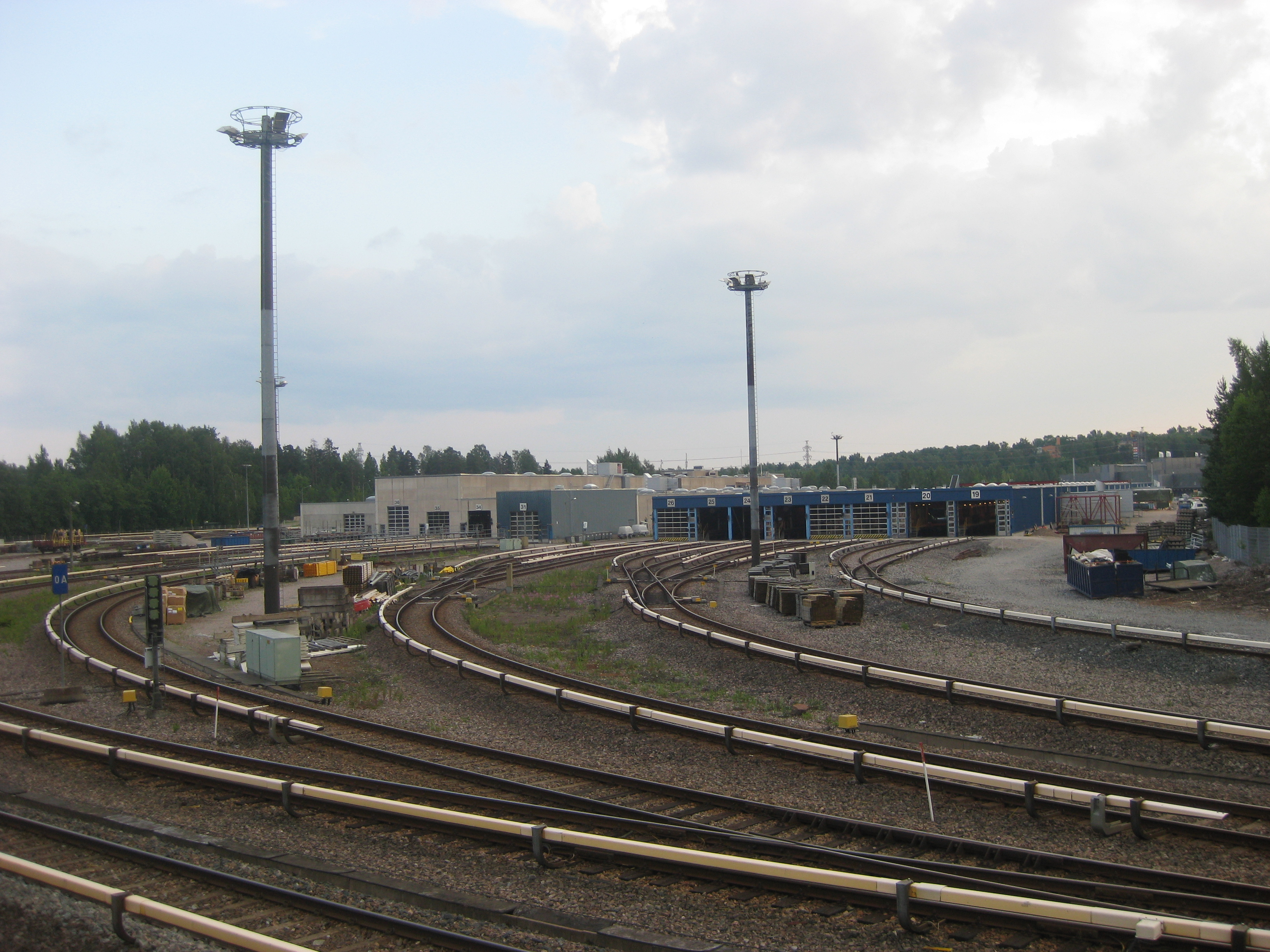
Dépôt de Roihupelto
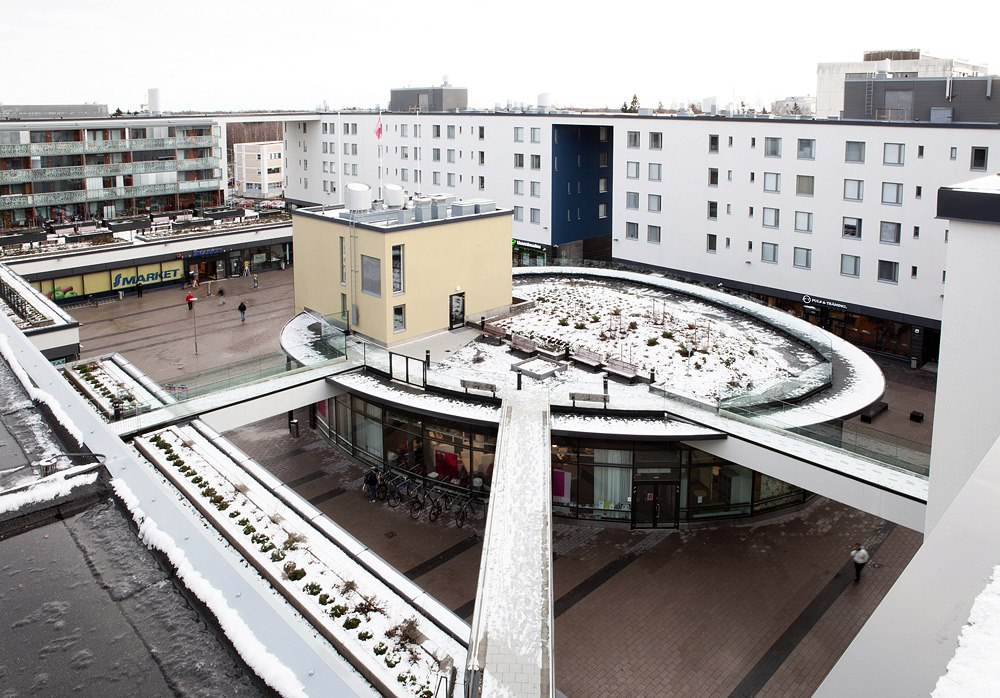
Médiathèque de Myllypuro